# Steve McCrory
Steve McCrory est un boxeur américain né le 13 avril 1964 et mort le 1er août 2000 à Detroit, Michigan.

## Carrière
Médaillé de bronze des poids mouches aux Jeux panaméricains de Caracas en 1983, il devient champion olympique aux Jeux de Los Angeles en 1984 après sa victoire en finale contre le Yougoslave Redzep Redzepovski. McCrory passe professionnel la même année et échoue pour le titre de champion du monde des poids coqs IBF le 18 juillet 1986 face à Jeff Fenech. Il met un terme à sa carrière en 1991 sur un bilan de 30 victoires, 5 défaites et 1 match nul.

## Parcours auxJeux olympiques
Jeux olympiques d'été de 1984 à Los Angeles (poids mouches) :
- Bat Tad Joseph (Grenade) par forfait
- Bat Fausto Garcia (Mexique) par arrêt de l'arbitre au 1er round
- Bat Peter Ayesu (Malawi) 5-0
- Bat Eyup Can (Turquie) 5-0
- Bat Redzep Redzepovski (Yougoslavie) 4-1